# Barbaceniopsis humahuaquensis
Barbaceniopsis humahuaquensis är en enhjärtbladig växtart som beskrevs av Noher. Barbaceniopsis humahuaquensis ingår i släktet Barbaceniopsis och familjen Velloziaceae. Inga underarter finns listade.